# Kim Sae-ron
Kim Sae-ron (Koreaans: 김새론) (Seoel, 31 juli 2000 – aldaar, 16 februari 2025) was een Zuid-Koreaans actrice. Ze begon haar carrière als kindmodel en maakte op negenjarige leeftijd de overstap naar een acteercarrière waarin ze bekendheid vergaarde met rollen in A Brand New Life en The Man From Nowhere.
In haar jaren als tiener speelde ze een hoofdrol in de film A Girl At My Door. Ook speelde ze in meerdere televisieseries als Listen to My Heart, The Queen's Classroom en Hi! School: Love On. Haar eerste hoofdrol als volwassene was in het televisiedrama Secret Healer.

## Vroegere leven
Kim werd geboren op 31 juli 2001 in Seoel. Ze had twee jongere zussen, Kim A-ron en Kim Ye-ron, die ook actrice zijn. Ze ging naar school aan de Miyan Elementary School in Seoel en de Yang-il middelbare school in Ilsan. Vervolgens ging ze naar de School of Performing Arts Seoul en vanaf 2018 studeerde ze naar de Universiteit van Chung-Ang.

## Carrière
Kim maakte in 2001 haar debuut als kindmodel. In 2009 begon haar acteercarrière met een rol in de film A Brand New Life, waarin ze de rol vertolkte van het negenjarige meisje Jin-hee. Voor de film ging Kim naar de première op het Filmfestival van Cannes, waar ze de jongste actrice ooit bij een première was. In 2010 speelde ze naast Won Bin in The Man From Nowhere, dat de best verdienende film was van 2010 in Zuid-Korea. Ze speelde Jung So-mi, de dochter van een heroïneverslaafde die wordt ontvoerde door een criminele organisatie. Voor deze rol won Kim meerdere filmprijzen, waaronder die van 'beste nieuwe actrice' op de Korean Film Awards en Buil Film Awards. 
Een jaar later speelde ze de dochter van Kim Seung-woo in I Am a Dad. Haar eerste televisierol had Kim in de dramaserie Listen to My Heart, waar ze een jongere versie van Hwang Jung-eum's personage vertolkte. In de dramafilm Barbie speelde ze naast haar zus Ah-ron. Deze film won de prijs van 'beste film' op het Giffoni Film Festival. Daarnaast speelde ze een dubbele rol in de thrillerfilm The Neighbor door zowel een moordslachtofder als een seriemoordenaars volgende doelwit te spelen.

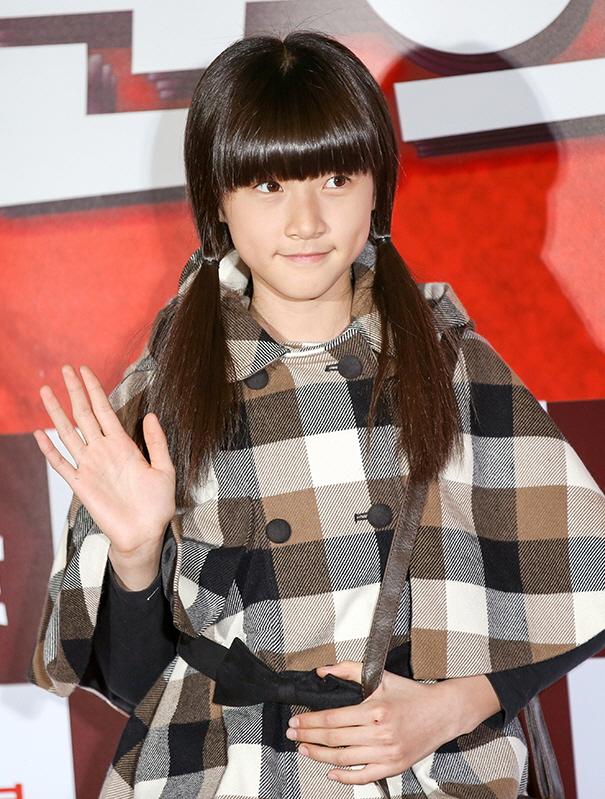
Kim in december 2012

In 2013 kreeg Kim voor haar rol in het televisiedrama The Queen's Classroom een prijs 'voor beste jonge actrice' tijdens de Munhwa Broadcasting Corporation MBC Awards. 

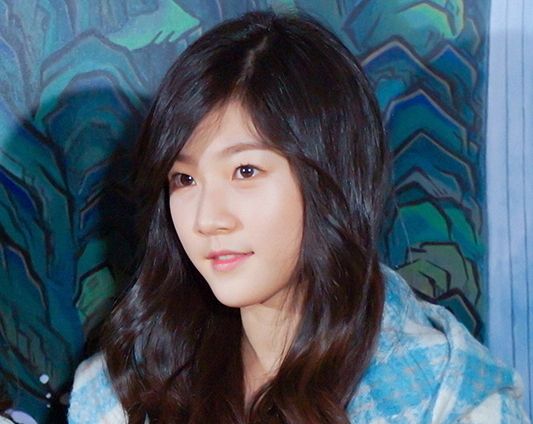
Kim in februari 2014

Haar eerste rol in 2014 was die in de documentaire-dramafilm Manshin: Ten Thousand Spirits, waar ze een tienerversie speelde van sjamanist Kim Geum-haw. Haar volgende rol was in de film A Girl at My Door, waarin ze een slachtoffer van pesten en huiselijk geweld speelde. Ze accepteerde de rol door het script en het personage haar aansprak. Door deze rol ging Kim voor tweede maal naar het Filmfestival van Cannes waar de film als Un certain regard in premiere ging. Voor deze rol werd Kim voor meerdere filmprijzen genomineerd. Ze won de prijs van 'beste nieuwe acrtrice' tijdens de 35ste Blue Dragon Film Awards. In 2014 verscheen Kim ook in de fantasie-romantische televisieserie Hi! School: Love On als een engel die mens probeer te worden en verscheen ze in de thrillerfilm Manhole, waarin ze de rol vertolkte van een slechthorend meisje die wordt gekidnapt door een seriemoordenaar.
In 2015 had Kim een hoofdrol in de Drama City televisiespecial Snowy Road. De tweedelige serie focust zich op een troostmeisje tijdens de Japanse bezitting van Korea tijdens de Tweede Wereldoorlog en werd later ook uitgebracht als film in theaters. Deze rol werd door zowel critici als kijkers gewaardeerd en leverde Kim een prijs op in de categorie 'beste actrice' tijdens de filmfestivals Golden Rooster Awards en Hundred Flowers Awards. In hetzelfde jaar speelde Kim ook de hoofdrol in de televisieserie To Be Continued en een jongere versie van Choi Kang-hee in de film Glamorous Temptation.
In 2016 werd Kim in haar eerst volwassenrol gecast in de dramaserie Secret Healer, waarin de ze de rol speelde van een vervloekte Joseon prinses. Haar karakter had een fictionele romance met Heo Jun, gespeeld door Yoon Shi-yoon, die veertien jaar ouder is dan Kim. In november 2016 tekende Kim een contract bij YG Entertainment.

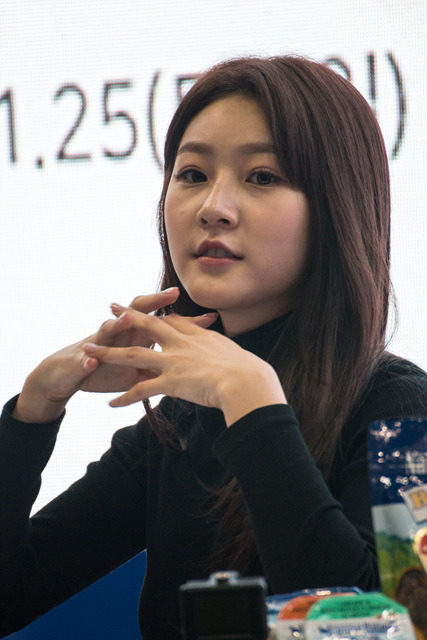
Kim in November 2017

In 2018 had Kim een rol in de thrillerfilm The Villagers. Een jaar later was Kim te zien in het vierde seizoen van de campus webdramaserie Love Playlist. Datzelfde jaar speelde Kim een rol in de thriller Leverage, gebaseerd op de gelijknamige Amerikaanse televisieserie met dezelfde naam. In november 2019 werd bekend dat het aflopende contract van Kim bij YG Entertainment niet werd verlengd en ze het bedrijf verliet. In januari 2020 tekende Kim samen met acteurs Kim Soo-hyun en Seo Yea-ji een contract bij Gold Medalist.
In mei 2021 werd Kim gecast als de vrouwelijke hoofdrol in de twaalfdelige webserie The Great Shaman Ga Doo-shim naast Nam Da-reum als mannelijke hoofdrolspeler. Kim werd in april 2022 gecast in de SBS dramserie Trolley. Een maand later verliet ze echter het project als gevolg van een auto-ongeluk door het gebruik van alcohol in het verkeer waardoor ze meerdere aanklachten tegen zich had. In december 2022 besloot Kim haar contract bij Gold Medalist niet te verlengen.

## Auto-ongeluk
In mei 2022 reed Kim onder invloed van alcohol door het Gangnam District in Seoel rond 8 uur 's ochtends. Ze crashte in meerdere objecten, waaronder een transformator, vangrails en bomen. Door deze crash verwoestte ze de transformator waardoor de stroom drie uur lang uitviel op 57 plekken inclusief meerdere winkels met veel schade tot gevolg. De volgende dag kwam Kims agentschap Gold Medalist met een verklaring waarin Kim haar diepste verontschuldiging aanbood voor het voorval. Ze beloofde de schade zoveel als mogelijk te compenseren en verantwoordelijkheid te dragen voor haar acties.

## Overlijden
Kim werd op 16 februari 2025 op 24-jarige leeftijd door haar partner dood gevonden in haar huis in het Seongdong District in Seoul. Een onderzoek naar haar doodsoorzaak werd direct gestart en een dag later maakte de politie bekend dat er sprake was van zelfmoord. Kim werd in besloten kring herdacht op het Asan Medical Center in Seoel op 19 februari 2025.

## Filmografie

### Films
| Jaar     | Titel                         | Rol                         | Opmerkingen          | Ref    |
| -------- | ----------------------------- | --------------------------- | -------------------- | ------ |
| 2009     | A Brand New Life              | Jin-hee                     |                      |        |
| 2010     | The Man from Nowhere          | Jung So-mi                  |                      |        |
| 2011     | I Am a Dad                    | Han Min-ji                  |                      |        |
| 2012     | Barbie                        | Soon-young                  |                      | [ 50 ] |
| 2012     | The Neighbor                  | Yoo Soo-yeon / Won Yeo-seon |                      | [ 51 ] |
| 2014     | Manshin: Ten Thousand Spirits | tiener Kim Geum-hwa         |                      | [ 52 ] |
| 2014     | A Girl at My Door             | Sun Do-hee                  |                      | [ 12 ] |
| 2014     | Manhole                       | Soo-jung                    |                      | [ 53 ] |
| 2016     | The Great Actor               |                             | Cameo                | [ 54 ] |
| 2017     | Snowy Road                    | Kang Yeong-ae               |                      |        |
| 2018     | The Villagers                 | Kang Yoo-jin                |                      | [ 55 ] |
| 2025     | Guitar Man                    | Onbekend                    | Nog niet uitgebracht | [ 56 ] |
| Onbekend | Everyday We Are               | Han Yeo-wool                | Nog niet uitgebracht | [ 57 ] |

### Televisieserie
| Jaar | Titel                         | Rol                        | Extra                      | Ref           |
| ---- | ----------------------------- | -------------------------- | -------------------------- | ------------- |
| 2011 | Listen to My Heart            | jonge Bong Woo-ri          |                            | [ 58 ]        |
| 2011 | Heaven's Garden               | Kang Eun-soo               |                            | [ 59 ]        |
| 2012 | Fashion King                  | jonge Lee Ga-young         |                            |               |
| 2012 | I Need Romance 2012           | Yoon Gi-hyun               | Cameo                      | [ 60 ]        |
| 2012 | Mom is Acting Up              | Park Sae-ron               |                            | [ 61 ]        |
| 2012 | Missing You                   | Bo-ra                      | Stem cameo (aflevering 11) | [ 62 ]        |
| 2013 | The Queen's Classroom         | Kim Seo-hyun               |                            | [ 63 ]        |
| 2014 | Hi! School: Love On           | Lee Seul-bi                |                            | [ 64 ]        |
| 2015 | Snowy Road                    | Kang Young-ae              |                            | [ 65 ]        |
| 2015 | Glamorous Temptation          | jonge Shin Eun-soo         |                            | [ 23 ]        |
| 2016 | Secret Healer                 | Princess Seo-ri / Yeon-hee |                            | [ 25 ]        |
| 2019 | Leverage                      | Go Na-byul                 |                            | [ 66 ]        |
| 2020 | Nobody Knows                  | jonge Cha Young-jin        |                            | [ 67 ]        |
| 2021 | KBS Drama Special: The Palace | Sossang                    | One-act drama              | [ 68 ] [ 69 ] |

### Webserie
| Jaar | Titel                        | Rol                                       | Extra                      | Ref    |
| ---- | ---------------------------- | ----------------------------------------- | -------------------------- | ------ |
| 2015 | To Be Continued              | Jung Ah-rin                               |                            | [ 70 ] |
| 2019 | Love Playlist                | Seo Ji-min                                | Seizoen 4                  | [ 71 ] |
| 2021 | The Great Shaman Ga Doo-shim | Ga Doo-shim                               |                            | [ 72 ] |
| 2022 | Kiss Sixth Sense             | De vrouwelijke hoofdrol in de film 'Haru' | Cameo (aflevering 3, 5, 9) | [ 73 ] |
| 2023 | Bloodhounds                  | Cha Hyun-joo                              | Aflevering 1-6             | [ 74 ] |